# La Querelle des chiens et des chats, et celle des chats et des souris
La Querelle des chiens et des chats, et celle des chats et des souris est la huitième fable du livre XII de Jean de La Fontaine situé dans le troisième et dernier recueil des Fables de La Fontaine, édité pour la première fois en 1693 mais daté de 1694.

## Texte de la fable
La Discorde a toujours régné dans l’Univers ;

Notre monde en fournit mille exemples divers.

Chez nous cette Déesse a plus d’un tributaire.

Commençons par les éléments ;

Vous serez étonnés de voir qu’à tous moments

Ils seront appointés contraire.

Outre ces quatre potentats,

Combien d’êtres de tous états

Se font une guerre éternelle ?

Autrefois un logis plein de Chiens et de Chats,

Par cent arrêts rendus en forme solennelle,

Vit terminer tous leurs débats.

Le Maître ayant réglé leurs emplois, leurs repas,

Et menacé du fouet quiconque aurait querelle,

Ces animaux vivaient entre eux comme cousins ;

Cette union si douce, et presque fraternelle

Édifiait tous les voisins.

Enfin elle cessa. Quelque plat de potage,

Quelque os par préférence à quelqu’un d’eux donné,

Fit que l’autre parti s’en vint tout forcené

Représenter un tel outrage.

J’ai vu des chroniqueurs attribuer le cas

Aux passe-droits qu’avait une Chienne en gésine ;

Quoi qu’il en soit, cet altercas

Mit en combustion la salle et la cuisine ;

Chacun se déclara pour son Chat, pour son Chien.

On fit un règlement dont les Chats se plaignirent,

Et tout le quartier étourdirent.

Leur Avocat disait qu’il fallait bel et bien

Recourir aux arrêts. En vain ils les cherchèrent.

Dans un coin où d’abord leurs Agents les cachèrent,

Les Souris enfin les mangèrent.

Autre procès nouveau : Le peuple Souriquois

En pâtit. Maint vieux Chat, fin, subtil, et narquois,

Et d’ailleurs en voulant à toute cette race,

Les guetta, les prit, fit main basse.

Le Maître du logis ne s’en trouva que mieux.

J’en reviens à mon dire. On ne voit sous les cieux

Nul animal, nul être, aucune créature

Qui n’ait son opposé ; c’est la loi de Nature.

D’en chercher la raison, ce sont soins superflus.

Dieu fit bien ce qu’il fit, et je n’en sais pas plus.

Ce que je sais, c'est qu'aux grosses paroles

On en vient sur un rien plus des trois quarts du temps.

Humains, il vous faudrait encore à soixante ans

Renvoyer chez les Barbacoles.
— Jean de La Fontaine, Fables de La Fontaine, La Querelle des chiens et des chats, et celle des chats et des souris, texte établi par Jean-Pierre Collinet, Fables, contes et nouvelles, Gallimard, « Bibliothèque de la Pléiade », 1991, p. 466